# فرودگاه ادینبرو
فرودگاه ادینبرو (به انگلیسی: Edinburgh Airport) (به زبان بومی: Port-adhair Dhùn Èideann) یک فرودگاه همگانی مسافربری با کد یاتا EDI است که یک باند فرود آسفالت دارد و طول باند آن ۲۵۵۶ متر است. این فرودگاه در شهر ادینبرو کشور اسکاتلند قرار دارد و در ارتفاع ۴۱ متری از سطح دریا واقع شده‌است.

## شرکت‌های هواپیمایی و مقصدهای پروازی

### مسافری
The following airlines operate regular scheduled and charter flights to and from Edinburgh:
| شرکت‌های هواپیمایی                                     | مقصدهای پروازی |
| ----------------------------------------------------- | --- |
| ایجین ایرلاینز                                        | فصلی: آتن |
| Aer Lingus Regional اجرا توسط استوبارت ایر            | کرک، دوبلین، شنن |
| ایر کانادا روژ                                        | فصلی: پیرسون تورنتو |
| ایر فرانس                                             | شارل دوگل پاریس |
| ایر فرانس اجرا توسط هاپ!                              | شارل دوگل پاریس |
| امریکن ایرلاینز                                       | فصلی: جان اف کندی |
| آتلانتیک ایرویز                                       | فصلی: واگار |
| آسترین ایرلاینز                                       | چارتر فصلی: اینسبروک |
| بی‌اچ ایر                                              | چارتر فصلی: بورگاس |
| بریتیش ایرویز                                         | گاتویک، هیترو لندن |
| بریتیش ایرویز اجرا توسط بی‌ای سیتی‌فلایر                | لندن سی‌تی فصلی: پالما د مایورکا چارتر فصلی: آلیکانته-الچه، بارسلونا-ال پرات، شامبری ساووی، فارو، ژنو، ایبیزا، مالاگا، منورکا، پالما د مایورکا، تولوز-بلانیاک، ونیز مارکو پولو، زوریخ |
| بروکسل ایرلاینز اجرا توسط CityJet                     | بروکسل |
| Danish Air Transport                                  | چارتر فصلی: اودنسا |
| دلتا ایرلاینز                                         | فصلی: جان اف کندی |
| ایزی‌جت                                                | آلیکانته-الچه، اسخیپول آمستردام، آتن، بازل-مولوز-فرایبورگ اروپا، بلفاست، برلین شونفلد، بیلبائو، بریستول، کپنهاگ، کریستیانو رونالدو (پایان در ۲۶ اکتبر ۲۰۱۷)، ژنو، هامبورگ، جان پل دوم کراکوف-بالیس، لیسبون پورتلا، گاتویک، لوتن لندن، استانستد لندن، لیون-سینت اگزوپری، مادرید-باراخاس، میلانو مالپنسا، مونیخ، پافوس، شارل دوگل پاریس، پراگ رازیون، کفلاویک، اشتوتگارت، تنریف جنوبی، ونیز مارکو پولو، وین فصلی: میلاس-بودروم، دالامان، دوبروونیک، گرنوبل-ایزره، هراکلین، ناپل، نیس کوت دازور، پالما د مایورکا، صوفیه (آغاز از ۱۶ دسامبر ۲۰۱۷) |
| easyJet Switzerland                                   | بازل-مولوز-فرایبورگ اروپا |
| ادلوایس ایر                                           | فصلی: زوریخ |
| هواپیمایی اتحاد                                       | ابوظبی |
| یورو وینگز                                            | دوسلدورف، مونیخ |
| یورو وینگز                                            | کلن بن، مونیخ |
| یورو وینگز اجرا توسط جرمن‌وینگز                        | کلن بن |
| فن‌ایر                                                 | فصلی: هلسینکی |
| فلای‌بی                                                | شهری جورج بست بلفاست، بیرمنگام، کاردیف، ایست میدلند، اکستر، ایرلند غربی، لندن سی‌تی، هیترو لندن، منچستر، ساوت‌همپتون فصلی: برژراک دردونژ پریگورد، جرزی |
| فلای‌بی اجرا توسط Eastern Airways                      | سومبرگ (آغاز از ۱ سپتامبر ۲۰۱۷) |
| فلای‌بی اجرا توسط Loganair                             | جزیره من، کرکوال، نوریچ، استورنووی، سومبرگ، ویک (all end ۳۱ اوت ۲۰۱۷) |
| ایبریا اکسپرس                                         | فصلی: مادرید-باراخاس |
| جت۲.کام                                               | آلیکانته-الچه، بوداپست فرنک لیست، فوئرته‌ونتورا، کریستیانو رونالدو (آغاز از ۳۰ اکتبر ۲۰۱۷), گرن کناریا، لانزاروته، مالاگا، تنریف جنوبی فصلی: آلمریا، آنتالیا (آغاز از ۱ مه ۲۰۱۸)، شامبری ساووی، دالامان (برقراری مجدد از ۴ مه ۲۰۱۸)، دوبروونیک، فارو، ژنو، جیرونا-کاستا براوا، هراکلین، ایبیزا، سفلوونیا، جزیره کوس (آغاز از ۲ مه ۲۰۱۸)، لارناکا، منورکا، مورسیا-سان یاویر، ناپل، پالما د مایورکا، پافوس، پولا، رئوس، رود، زالتسبورگ، اسپلیت، سالونیک، تورین کاسله، ونیز مارکو پولو، ورونا، وین (پایان در ۳۰ آوریل ۲۰۱۸)، زاکینثوس چارتر فصلی: ژنو |
| کاال‌ام                                                | اسخیپول آمستردام |
| کاال‌ام اجرا توسط کی‌ال‌ام سیتی‌هاپر                      | اسخیپول آمستردام |
| Loganair                                              | جزیره من، کرکوال، نوریچ، استورنووی، سومبرگ، ویک (all begin ۱ سپتامبر ۲۰۱۷) |
| لوفت‌هانزا                                             | فرانکفورت |
| نروجین ایر شاتل                                       | کپنهاگ، گاردرموئن اسلو، استکهلم-آرلاندا |
| نروجین ایر شاتل اجرا توسط Norwegian Air International | بردلی، کپنهاگ، استیوارت، گاردرموئن اسلو، تی.اف. گرین، تنریف جنوبی فصلی: بارسلونا-ال پرات، مالاگا |
| Powdair                                               | فصلی: سیون (آغاز از ۱۷ دسامبر ۲۰۱۷) |
| هواپیمایی قطر                                         | حمد |
| رایان‌ایر                                              | آلیکانته-الچه، بارسلونا-ال پرات، اوریو آل سریو، بلوونی گوگلیلمو مارکونی، ام.آر. استفانیک، بوداپست فرنک لیست (آغاز از ۳۰ اکتبر ۲۰۱۷)، کارکاسون (آغاز از ۳۱ اکتبر ۲۰۱۷)، بروکسل جنوب شرلروآ، کپنهاگ، دوبلین، آیندهوون (آغاز از ۱ سپتامبر ۲۰۱۷)، فارو، فوئرته‌ونتورا، گدایسک لخ والسا، گرن کناریا، هامبورگ (آغاز از ۳۱ اکتبر ۲۰۱۷)، کارلسروهه/بادن-بادن (آغاز از ۳۰ اکتبر ۲۰۱۷)، کاتوویتس (آغاز از ۲۹ اکتبر ۲۰۱۷), جان پل دوم کراکوف-بالیس، لانزاروته، استانستد لندن، مالاگا، مالت، مارسی پروانس، نانت آتلانتیک (آغاز از ۳۰ اکتبر ۲۰۱۷)، فرنسیسکو جسا کارنئیرو، پوزنان-لاویکا، پراگ رازیون (آغاز از ۳۱ اکتبر ۲۰۱۷)، چمپینو، رم، سانتاندر، سولیدارنوشج شچچن-جولینیو (آغاز از ۲ نوامبر ۲۰۱۷)، تنریف جنوبی، تولوز-بلانیاک (آغاز از ۲۹ اکتبر ۲۰۱۷)، ترویزو (آغاز از ۳۰ اکتبر ۲۰۱۷), والنسیا (آغاز از ۳۱ اکتبر ۲۰۱۷), وارساو مادلن، ویزه، وروتسواف کوپرنیکوس (آغاز از ۲۹ اکتبر ۲۰۱۷) فصلی: بیزیرس کپ داگد، بوردو–مریگناک، برمن، کورفو، جیرونا-کاستا براوا، گوتنبرگ-لاندوتر، فرانکفورت-هان، ایبیزا، کاناس، پالما د مایورکا، گالیله، پولیتیه بیار، فیگو-پینادور |
| هواپیمایی اسکاندیناوی                                 | استکهلم-آرلاندا فصلی: کپنهاگ (پایان در ۲ آوریل ۲۰۱۸), گاردرموئن اسلو |
| Thomson Airways                                       | گرن کناریا، لانزاروته، تنریف جنوبی فصلی: بورگاس، کانکون، کینتانا رو، کورفو، دالامان، لارناکا، منورکا، اورلندو سنفورد، پالما د مایورکا، پافوس، پولا، رود چارتر فصلی: ژنو، اینسبروک |
| ترنسویا فرانس                                         | اورلی |
| ترکیش ایرلاینز                                        | آتاترک |
| یونایتد ایرلاینز                                      | لیبرتی نیوآرک فصلی: اوهر شیکاگو |
| ویولینگ                                               | آلیکانته-الچه (پایان در ۳۰ سپتامبر ۲۰۱۷)، بارسلونا-ال پرات، لئوناردو دا وینچی-فیومیچینو (پایان در ۲۱ اکتبر ۲۰۱۷) |
| واو ایر                                               | کفلاویک |

### باری
| شرکت‌های هواپیمایی                   | مقصدهای پروازی             |
| ----------------------------------- | -------------------------- |
| ASL Airlines Belgium                | ایست میدلند، لیژ           |
| دی‌اچ‌ال اوییشن                       | لایپزیگ/هال                |
| پست سلطنتی اجرا توسط جت۲.کام        | ایست میدلند، استانستد لندن |
| پست سلطنتی اجرا توسط Loganair       | آبردین، اینورنس            |
| پست سلطنتی اجرا توسط تایتان ایرویز  | استانستد لندن              |
| یوپی‌اس ایرلاینز اجرا توسط استار ایر | کلن بن، ایست میدلند        |